# مایکروبراکیوس
مایکروبراکیوس (نام علمی: Microbrachius) نام یک سرده از راسته وارونه‌سرینان است.

## گونه‌ها

### مایکروبراکیوس دیکی
مایکروبراکیوس دیکی اولین موجود شناخته‌شده‌ای است که تولیدمثل به شیوه تخم‌ریزی را متوقف کرد و به جای آن، به جفت‌گیری با آمیزش جنسی روی آورد. این ماهی در حدود ۳۸۵ میلیون سال پیش در دریاچه‌ای زندگی می‌کرد که در سرزمین اسکاتلند کنونی قرار داشت. مایکروبراکیوس دیکی از رده ماهی‌های استخوانی بوده و حدود ۸ سانتیمتر طول داشته است. پژوهشگران در بررسی‌های فسیل این ماهی به عضوی «ال شکل» رسیدند که مطالعات بیشتر نشان داد عضو جنسی ماهی‌های نر بوده است.